# Constanze Moser-Scandolo
Constanze Moser-Scandolo, née le 4 juillet 1965 à Weimar, est une patineuse de vitesse est-allemande.

## Carrière
Constanze Moser-Scandolo remporte aux Championnats du monde toutes épreuves de patinage de vitesse la médaille d'or en 1988 à Lake Placid et la médaille de bronze en 1989 à Calgary. Aux Championnats d'Europe de patinage de vitesse, elle obtient la médaille d'argent en 1989 à Berlin-Ouest.